# Tetraonyx limbata
Tetraonyx limbata es una especie de coleóptero de la familia Meloidae.

## Distribución geográfica
Habita en Chile.